# 内罗拉
内罗拉（義大利語：Nerola），是意大利拉齐奥大区罗马首都广域市的一个市镇。总面积18.64平方公里，人口1748人，人口密度93.8人/平方公里（2009年）。ISTAT代码为058071。